# Notaio (Austria)
Il notaio in Austria è un pubblico ufficiale, nominato dal ministro della Giustizia; i requisiti per la nomina sono la laurea in giurisprudenza, l'espletamento di un periodo di pratica, dapprima presso il Tribunale e poi presso uno studio notarile (in qualità di candidato notaio o di sostituto notaio), ed infine il superamento di un apposito concorso. Il notaio può esercitare in tutto il territorio della nazione, senza limitazioni di competenza territoriale, tranne quando presta la propria opera nel procedimento successorio di cui si dirà in seguito. Nel 2006 vi erano in Austria 473 notai e circa 330 fra candidati notai e sostituti notai. La retribuzione del notaio è regolata da tariffe massime , fissate dalla legge e uguali per tutto il territorio nazionale. È obbligatoria l'assicurazione del notaio per la responsabilità civile verso terzi .

## Competenze
Fra le competenze esclusive del notaio rientra la stesura di atti notarili, di certificazioni legali e di verbali notarili. L'atto notarile è obbligatorio per la costituzione e le modifiche di società di capitali. Il notaio può inoltre rappresentare le parti nei processi amministrativi e nei procedimenti giudiziali non contenziosi; può anche assumere il ruolo di arbitro e di conciliatore (extragiudiziale), e, nei procedimenti di esecuzione immobiliare, può essere incaricato dal Tribunale di seguire le procedure di vendita giudiziale di beni immobili, organizzando e dirigendo l'asta .

### Procedimento successorio
Quando si apre una successione mortis causa, la legge austriaca prevede l'avvio di un procedimento giudiziale il quale richiede l'intervento obbligatorio di un notaio, che opera come incaricato del tribunale. In particolare, su ordine della pretura competente, il notaio deve ricevere la notizia del decesso, procedere ai provvedimenti connessi (fra cui la pubblicazione dell'eventuale testamento) e compiere gli altri atti d'ufficio necessari. In tale procedimento, il notaio ha il ruolo di organo giudiziario. Il procedimento si conclude con un'ordinanza del tribunale che trasferisce agli eredi la proprietà dell'asse ereditario e li immette nel possesso dei beni ereditari; quando nell'asse ereditario sono presenti beni immobili, il notaio ha il compito di controllare ed eventualmente provvedere affinché i risultati del procedimento successorio siano trascritti nei libri fondiari .

### Trasferimenti immobiliari
L'atto di compravendita immobiliare non deve necessariamente essere un atto pubblico notarile . Nel sistema austriaco, il trasferimento per atto tra vivi della proprietà di beni immobili si perfeziona solo con la trascrizione dell'atto nei libri fondiari; pertanto l'atto di compravendita non contiene il trasferimento ipso facto della proprietà, bensì solamente l'obbligo da parte del venditore a trasferire la proprietà all'acquirente .
La trascrizione nei libri fondiari (intavolazione), a sua volta, è disposta dal giudice tavolare alla fine di un procedimento istruttorio che prevede il controllo, da parte del giudice, della legalità dell'atto da trascrivere (in ordine alla capacità e alla legittimazione delle parti, alla regolarità formale dei documenti prodotti, alla validità sostanziale dell'atto) .
Costituisce titolo idoneo all'intavolazione anche la scrittura privata (come in Italia), autenticata da un notaio o dal tribunale; in questo caso, la legge austriaca prevede che il notaio debba limitarsi ad attestare l'autenticità delle firme della scrittura privata; gli è invece espressamente vietato esercitare alcun controllo di legalità della scrittura stessa; nel sistema austriaco, diversamente da quanto avviene in Italia, tale controllo è esercitato non dal notaio, bensì dal giudice tavolare in sede di procedimento per l'intavolazione 
Tale sistema era ovviamente in vigore nei territori ex austriaci annessi all'Italia e tuttora nei territori annessi nel 1918 vige il sistema tavolare, anche se è solo il notaio in Italia che può autenticare l'atto di compravendita. Nel 2004 la corte d'appello di Bolzano con sentenza numero 38 ha dichiarato valida ai fini della procedura tavolare, una scrittura privata autenticata proveniente dall'Austria. Ciò è possibile grazie all'esenzione dal deposito presso un notaio italiano dei documenti austriaci prevista dalla legge 30/1997, relativamente alle scritture private autenticate in Austria.
Poiché l'acquisto della proprietà da parte dell'acquirente non è certo fino a quando non si è concluso favorevolmente il procedimento giudiziale per l'intavolazione, in Austria, come prassi, l'acquirente deposita presso un fiduciario  il prezzo dell'acquisto, e il venditore lo riscuote dal fiduciario stesso solamente quando si è verificato il buon esito dell'intavolazione. L'intera procedura ha una durata media di due o tre mesi .